# Pınar Aydınlar
Pınar Aydınlar (prononcé [pɯ.'nɑɾ ɑj.dɯn.'ɫɑɾ], anciennement Pınar Sağ, le 12 février 1979 à Istanbul est une chanteuse et femme politique turque membre du Parti démocratique des peuples (HDP). Ses prises de position publiques font l'objet de plusieurs procès.

## Biographie
En 1995 elle sort lauréate du conservatoire d'État de musique turque de l'université technique d'Istanbul. Elle chante des türküs.
Le 24 mai 2012 Pınar Aydınlar et deux membres du Grup Munzur Özlem Gerçek et Erkan Duman, après le 10e festival de la culture et de la musique de Munzur, tenu à Hozat dans la province de Tunceli du 28 juillet au 1er août 2010, sont inculpés par la 3e cour d'assises de Malatya pour « faire la propagande du réseau terroriste Parti communiste de Turquie/marxiste-léniniste (TKP/ML) ». Ils avaient montré leur soutien aux « martyrs d'Ovacık » et clamé des slogans, dont « notre meneur est İbrahim Kaypakkaya ». Pınar Aydınlar a déclaré « Ce n'est pas quelque chose d'acceptable. C'est illégal. Cela fait plusieurs années que ces türküs sont chantés par plusieurs chanteurs. Les albums ont fait l'objet d'une autorisation du ministère de la culture. ».
Le 7 mai 2016 elle est mise en garde à vue.

## Fonctions politiques
- Candidate du Parti démocratique des peuples (HDP) dans la circonscription d'Izmir aux élections législatives turques de juin 2015[3] ;
- Candidate HDP à la présidence de la métropole d'Istanbul[4].

## Discographie
- Türkü Söylemek Lazım (2003)[5]
- Kırmızı Gül (2007)[5]
- Mavi Bir Düş (2011)[5]